# E.A. Wallis Budge

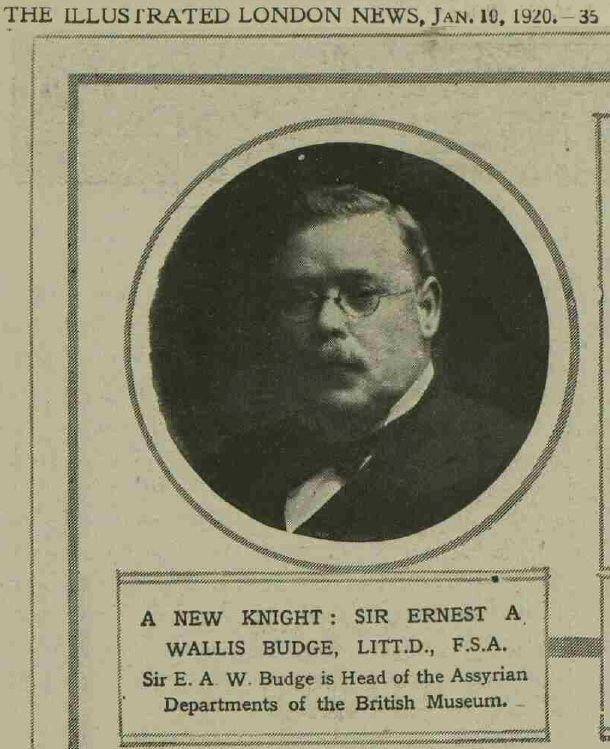
E.A. Wallis Budge

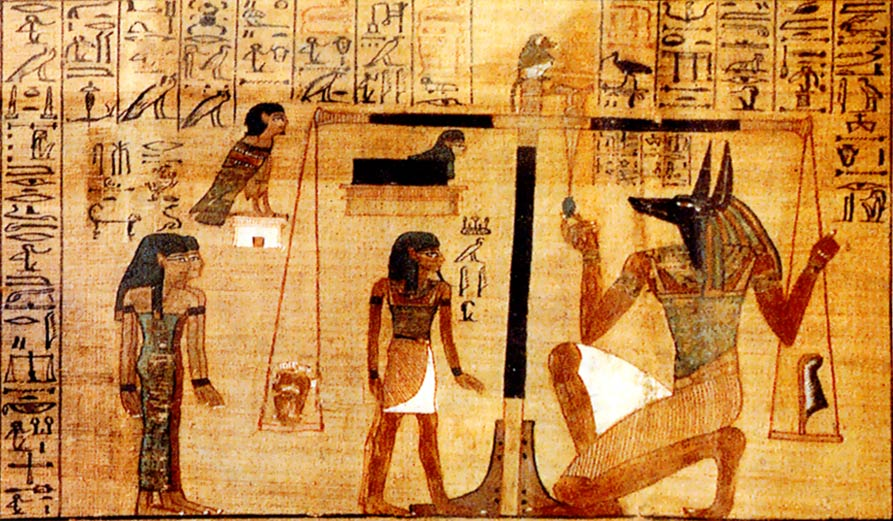
Fragment uit de papyrus van Ani met een scène van het wegen van het hart. In 1888 schafte Budge de papyrus aan voor het British Museum

Ernest Alfred Thompson Wallis Budge (Bodmin, 27 juli 1857 – Londen, 23 november 1934) was een Engels egyptoloog, oriëntalist en filoloog. Budge was werkzaam voor het British Museum en heeft veel gepubliceerd, waaronder over het Oude Egypte.

## Selectie van publicaties
- 1893. The Book of Governors: The Historia Monastica of Thomas, Bishop of Margâ, A. D. 840; Edited from Syriac Manuscripts in the British Museum and Other Libraries, Volume I en II. Londen: Kegan Paul, Trench, Trübner & Company, Limited
- 1895. The Book of the Dead: The Papyrus of Ani in the British Museum; the Egyptian Text with Interlinear Transliteration and Translation, a Running Translation, Introduction, etc. [Londen]: British Museum. (Herdruk New York: Dover Publications, 1967)
- 1899. Egyptian Magic. Londen, Kegan Paul. (Herdruk New York, Citadel Press, 1997)
- 1905. The Egyptian Heaven and Hell. 3 vols. Londen: Kegan Paul, Trench, Trübner & Company, Limited. (Herdruk New York: Dover Publications., 1996)
- 1907. The Egyptian Sudan, Its History and Monuments. London, Kegan Paul (Herdruk New York, AMS Press, 1976).
- 1908. The Book of the Kings of Egypt: Dynasties I-XIX (Vol. I) en Dynasties XX-XXX (Vol. II) Books on Egypt and Chaldaea 23–24. Londen: Kegan Paul, Trench, Trübner & Company, Limited. (Herdruk New York: AMS Press, 1976)
- 1911. Osiris and the Egyptian Resurrection, Illustrated after Drawings from Egyptian Papyri and Monuments, Volumes I en II. Londen: P. L. Warner. (Herdruk New York: Dover Publications, 1973)
- 1914.  Coptic Martyrdoms etc. In Dialect of Upper Egypt,(Vol. 1). British Museum.
- 1914.  Coptic Martyrdoms etc. In Dialect of Upper Egypt,(Vol. 2). British Museum.
- 1920. By Nile and Tigris: A Narrative of Journeys in Egypt and Mesopotamia on Behalf of the British Museum Between the Years 1886 and 1913. 2 vols. Londen, John Murray. (Herdruk New York: AMS Press, 1975).
- 1922. The Queen of Sheba & her only son Menyelek; being the history of the departure of God & His Ark of the covenant from Jerusalem to Ethiopia, and the establishment of the religion of the Hebrews & the Solomonic line of kings in that country. Londen, Boston, Mass. [et cetera] The Medici Society, limited.
- 1934. From fetish to God in ancient Egypt. Londen, Oxford University Press (Herdruk New York: Dover Publications, 1988)